# Plebejus (Agriades)
Plebejus (Agriades) es un subgénero de lepidópteros ditrisios de la familia Lycaenidae. Es considerado un género por muchos taxónomos.

## Especies
- Plebejus (Agriades) aegargus.
- Plebejus (Agriades) aquilo.
- Plebejus (Agriades) diodorus.
- Plebejus (Agriades) dis.
- Plebejus (Agriades) ellisi.
- Plebejus (Agriades) errans.
- Plebejus (Agriades) forsteri.
- Plebejus (Agriades) glandon.
- Plebejus (Agriades) jaloka.
- Plebejus (Agriades) janijena.
- Plebejus (Agriades) kurtjohnsoni.
- Plebejus (Agriades) morsheadi.
- Plebejus (Agriades) pheretiades.
- Plebejus (Agriades) podarce.
- Plebejus (Agriades) pyrenaicus.
- Plebejus (Agriades) sikkima.
- Plebejus (Agriades) zullichi.